# Rafał Predehl
Rafał „Rafael” Predehl (ur. 3 lutego 1971 w Gdańsku) – polski piłkarz ręczny, syn Wiesława Predehl, wieloletniego kapitana GKS Wybrzeże Gdańsk i reprezentanta Polski w piłce ręcznej siedmioosobowej.

## Życiorys
Wychowanek MKS Gdańsk i trenera Jana Prześlakiewicza, następnie zawodnik GKS Wybrzeże Gdańsk, z którym w sezonie 1989/1990 wywalczył wicemistrzostwo Polski, a następnie w sezonach 1990/1991 i 1991/1992 – Mistrzostwo Polski. W 1992 roku wyjechał do Niemiec, a następnie do Danii, gdzie występował w tamtejszych ligach. W 1999 roku powrócił do Gdańska gdzie występował w Spójni, a następnie w KKKF Żukowo, z którym wraz z kolegami, Wojciechem Stanisławskim, Sebastianem Formelą, Piotrem Weinerem, Grzegorzem Kowalkowskim, Piotrem Bruździakiem i innymi, wywalczyli dla Żukowa historyczny awans do pierwszej ligi.